# سام براند
سام براند (بالإنجليزية: Sam Brand)‏ هو دراج بريطاني، ولد في 27 فبراير 1991 في Peel, Isle of Man ‏ في جزيرة مان.

## وصلات خارجية
- الموقع الرسمي
- سام براند على موقع الاتحاد الدولي للدراجات (الإنجليزية)
- سام براند على موقع أرشيف الدراجات (الإنجليزية)
- سام براند على موقع إحصائيات الدراجات الإحترافية (الإنجليزية)
- سام براند على موقع نسبة الدراجات (الإنجليزية)